# 크라이텍
크라이텍 GmbH(독일어: Crytek GmbH)는 독일의 비디오 게임회사이다.

## 개요
1999년에 터키계인 제와트 예를리, 아브니 예를리, 파루크 예를리 3형제에 의해 설립되었다. 본사는 독일의 프랑크푸르트에 위치하고 있으며, 개발팀은 20개 이상의 국가에서 온 151명의 게임 전문가들로 구성되어있다. 2007년 5월 11일에는 우크라이나 키예프에 새 개발 스튜디오를 설립했고, 이 스튜디오는 새로운 시리즈의 게임을 개발할 예정이다.
크라이텍에서 개발한 게임으로는 2004년 발매된 일인칭 슈팅 게임 《파 크라이》가 잘 알려져 있다. 또한 그와 함께 개발된 게임 엔진인 크라이엔진도 눈길을 끌었다. 2007년에는 크라이엔진 2를 공개하고 그를 이용한 일인칭 슈팅 게임 《크라이시스》를 발매하였다. 또한 크라이엔진 3를 이용한 《크라이시스 2》가 발매되었다. 크라이엔진 계열에 사용된 법선 맵핑의 일종인 폴리범프를 개발해 특허를 내기도 했다.

## 관련 게임
- 파 크라이
- 크라이시스
  - 크라이시스 워헤드
- 크라이시스 2
- 크라이시스 3
- 라이즈
- 워페이스
- 홈프런트 2
- 라이즈: 선 오브 로마
- 헌트: 쇼다운

## 수상 내역
크라이텍은 다음의 상들을 받았다.
- Best Independent European Developer 2004 (2004년 유럽 최고의 독립 개발사)
- Best New PC IP 2004 - Industry Excellence Awards 2004 (2004년 최고의 새로운 PC 게임)
- Best New Studio 2004 - Game Developer Choice Awards 2005 (2005년 게임 개발자 선정 최고의 신생 스튜디오)